# Termalni pojas (meteorologija)
Termalni pojas je planinska zona koja se nalazi između vrha i doline. U toj zoni je manja verovatnoća pojave mraza nego u preostale dve zone.
Tokom vedrih noći, bez mnogo vetra, hladan vazduh sa vrhova planina se „sliva” nizbrdo u niže tačke i, poput vode, „ujezeruje se” u doline i jame. Na taj način, hladan vazduh, koji je teži od toplog vazduha, izbacuje prema vrhu topli vazduh koji je nastao zagrevanjem tla tokom dana. Taj proces razmene toplog i hladnog vazduha između doline i padine, traje neprekidno tokom noći. U međuvremenu, iznad planinskih vrhova se odvija neprestano kretanje vazduha. Ovaj vazduh koji se brzo kreće, zarobljava topli vazduh, ne dajući mu da nastavi da se kreće ka visini. Tako nastaje fenomen „termalni pojas”.
Temperatura vazduha u najtoplijem delu termalnog pojasa, u zavisnosti od situacije, može biti viša čak za deset ili više stepeni nego temperatura u podnožju i ona na vrhu planine. Iz tog razloga u ovoj zoni biljke ranije procvetaju u proleće, a i vinova loza, kojoj šteti mraz, se ne uzgaja slučajno upravo na tim delovima planine. 
Za vreme zime, termalni pojas se formira na višim delovima kanjona, bližim vrhu planine, dok se za vreme leta formira bliže dolini. Strmi kanjoni, gde je jača drenaža vazduha, uzrokuju formiranje termalnog pojasa bliže dolini, dok kanjoni sa blažim padinama formiraju termalni pojas bliže vrhu.

## Literatura
- Garret, J.R. (1992) [1992]. The atmospheric boundary layer. Cambridge University Press. ISBN 978-0-521-38052-2.
- Glossary of Meteorology. American Meteorological Society (2nd изд.). Allen Press. 2000.